# Tychowo
Tychowo (em alemão: Groß Tychow) é um município no noroeste da Polônia, na voivodia da Pomerânia Ocidental, condado de Białogard e sede da comuna de Tychowo.
Está localizada na divisa da Região dos Lagos de Drawsko e da Planície do Bialogard, na bacia do rio Liśnica. Estende-se por uma área de 3,96 km², com 2 518 habitantes, segundo os censos de 31 de dezembro de 2016, com uma densidade populacional de 638,6 hab/km².

## Localização

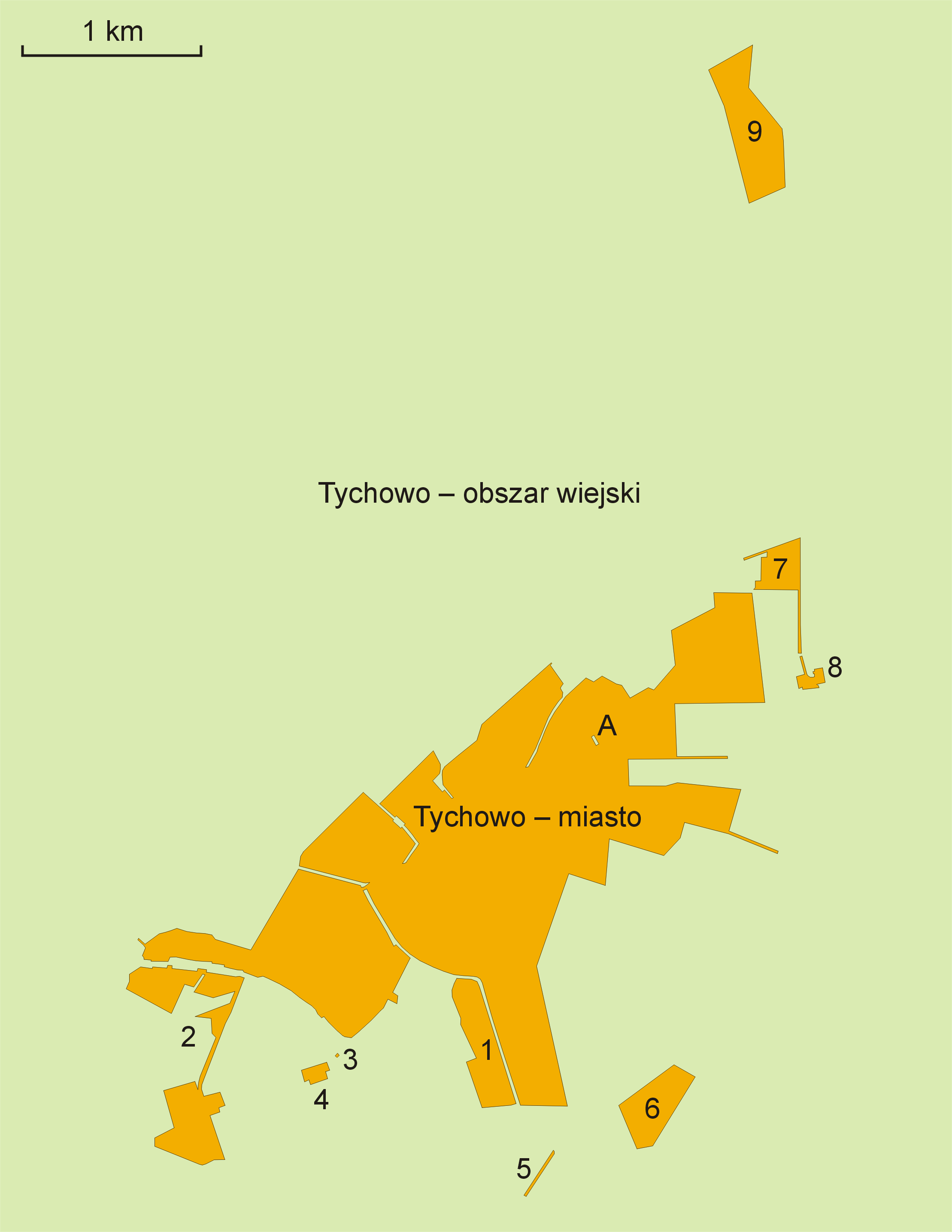
Limites administrativos da cidade de Tychowo - os números de 1 a 9 indicam enclave da cidade, a letra A indica o exclave da área rural da comuna localizada dentro da área da cidade

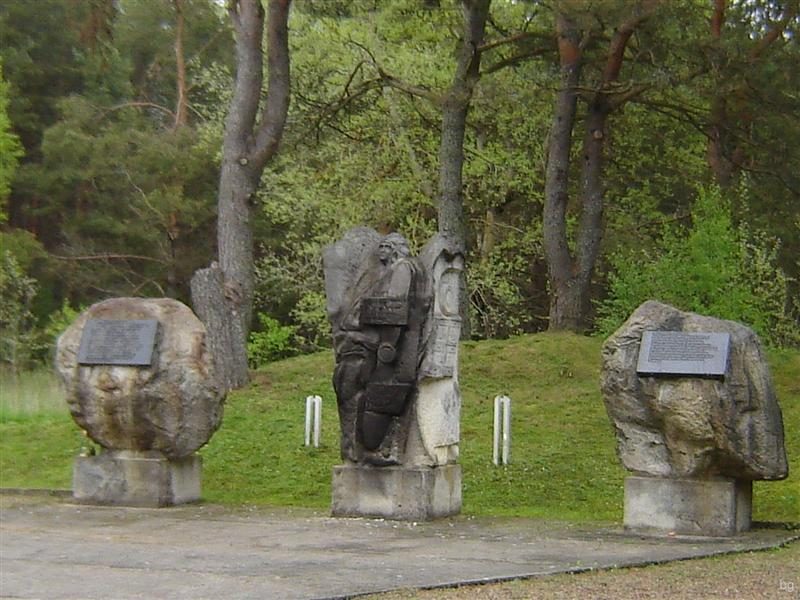
Memorial aos prisioneiros de guerra aliados

A cidade, cujas propriedades estão dispostas de maneira a formar um círculo ao redor da praça central, no cruzamento da estrada de ferro n.º 404 (Szczecinek - Kołobrzeg), fica a cerca de 22 km de Białogard, a 35 km de Koszalin, a cerca de 26 km de Połczyn-Zdrój e a 26 km de Bobolice, no cruzamento da estrada da voivodia n.º 167 com a estrada da voivodia n.º 169. Na rua principal existem casas do século XIX.
Segundo dados de 1 de janeiro de 2014, a área da cidade era de 3,96 km².
Nos anos 2010-2012, a cidade era composta por dez partes separadas dentro de suas fronteiras administrativas, além disso, havia um exclave da parte rural da comuna de Tychowo - foi o único caso na Polônia onde partes de uma unidade administrativa foram divididas em tantas partes. Esses limites foram corrigidos a partir de 1 de janeiro de 2013.

## História
As primeiras menções aparecem em documentos de meados do século XIII, é um local de origem eslava, medieval. Inicialmente, era propriedade de um cavaleiro pertencente a duas famílias (um feudo da antiga família pomerana Kleszczów, germanizada para von Kleist, mencionada em 1477) e parcialmente von Versen (mencionada em 1523). Com o tempo, von Kleist se tornou o único proprietário da propriedade de Tychowo. No início do século XIX, a propriedade passou para outras mãos, após o que foi comprada por representantes de outra linhagem da família von Kleist, com o nome de von Kleist-Retzow. A família von Kleist-Retzow foi sua proprietária até o final da Segunda Guerra Mundial. Naquela época, Tychowo tinha cerca de 2 000 habitantes.
A partir de 14 de maio de 1944, um campo de prisioneiros de guerra, Stalag Luft IV, operou em Groß Tychow, onde em outubro daquele ano havia 7 089 aviadores americanos e 866 britânicos. O acampamento foi evacuado em fevereiro de 1945.
Após a guerra, a propriedade foi nacionalizada e tornou-se propriedade da fazenda agrícola Estatal. Foi criado um laticínio, um ponto de processamento de resíduos florestais, uma casa de campo e um Centro de Trator-Máquina, sua tarefa era principalmente apoiar as cooperativas de produção agrícola em termos de mecanização da produção agrícola, reparos de equipamentos agrícolas, serviços agrotécnicos e treinamento de pessoal.
Nos anos de 1975-1998, pertencia à voivodia de Koszalin.
Em 1 de janeiro de 2010, Tychowo obteve os direitos de cidade. No mesmo dia, o "Conselho da Aldeia de Tołowo" foi abolido, incluindo também o assentamento de Dobrochy..

## Monumentos

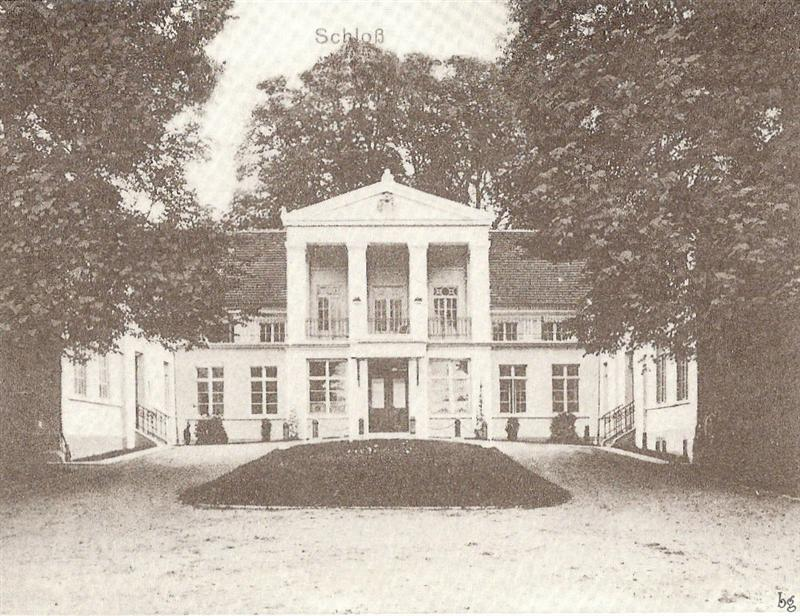
Palácio antes de 1939

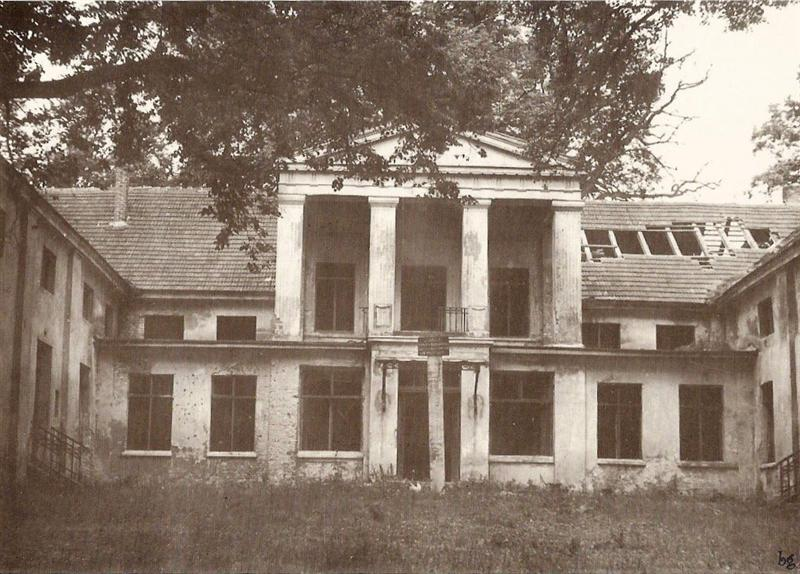
Palácio de Tychowo em 1960

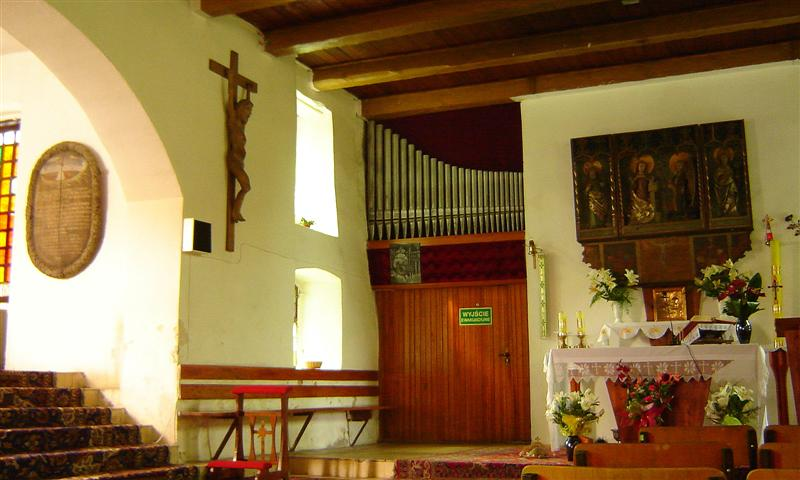
Tríptico, crucifixo e lápide

De acordo com o registro do Instituto do Patrimônio Nacional, os monumentos são listados:
- Igreja paroquial católica de Nossa Senhora Auxiliadora, pedra e pau a pique do século XV/XIX. É a igreja mais antiga da comuna. A igreja paroquial, pertencente à forania de Białogard, à diocese de Koszalin-Kołobrzeg, à metrópole de Szczecin-Kamien. A igreja foi construída na virada dos séculos XV e XVI, a nave foi ampliada com uma estrutura em pau a pique no século XVIII. Fundada provavelmente por duas famílias: von Kleist e von Versen. No topo da torre de pau a pique de 1830, há um sino do século XVI e, no fundo do templo, um altar de madeira proclamando a Anunciação da Virgem Maria. Há também um tríptico de madeira e na predela, o brasão de armas da família von Kleist. O altar foi transferido em 1976 da capela em Stare Dębno. Na parede sul, está pendurado um crucifixo barroco do século XVIII - foi feito por um escultor folclórico desconhecido. Na capela lateral, há uma grande lápide elíptica de Elizabeth Zeidler - provavelmente a esposa de um pastor - de 1679, feita de madeira, pintada com tintas à têmpera. O órgão fabricado em 1936 por "Reinhold Heinze Kołobrzeg-Stralsund" foi reconstruído em 1969. Há cerca de oito caixões na cripta, mas nenhuma documentação explicando quem está enterrado neles. A entrada da cripta está murada. Do lado de fora da igreja, há um monumento natural: duas tílias de folhas pequenas com um diâmetro de 340 cm e 410 cm.
- Parque do Palácio da segunda metade do século XVIII, modernizado no século XIX.[17] Cerca de 2 300 árvores crescem na área de 13,7 hectares, principalmente entre 60 e 100 anos de idade. Existem também várias árvores de tamanho monumental registradas, entre elas: decíduas de 150 a 180 anos, coníferas de 110 a 130 anos. Os aglomerados naturais de árvores de espécies nativas são enriquecidos com espécimes de origem exótica. As espécies mais interessantes são: cerejeira-negra, carvalho-dos-pântanos, carvalho-húngaro e carvalho-roble, bordo-prateado, avelã-turca, tília-prateada, magnólia, abeto-de-uma-cor, abeto-caucasiano, abeto-de-Veitch e tília-da-Crimeia.

## Turismo
Na parte ocidental da cidade, há uma junção de duas rotas turísticas marcadas em vermelho:
- Trilha do Sal, com 152 km de comprimento
- Trilha Józef Chrząszczyński, com 50 km de comprimento

## Natureza

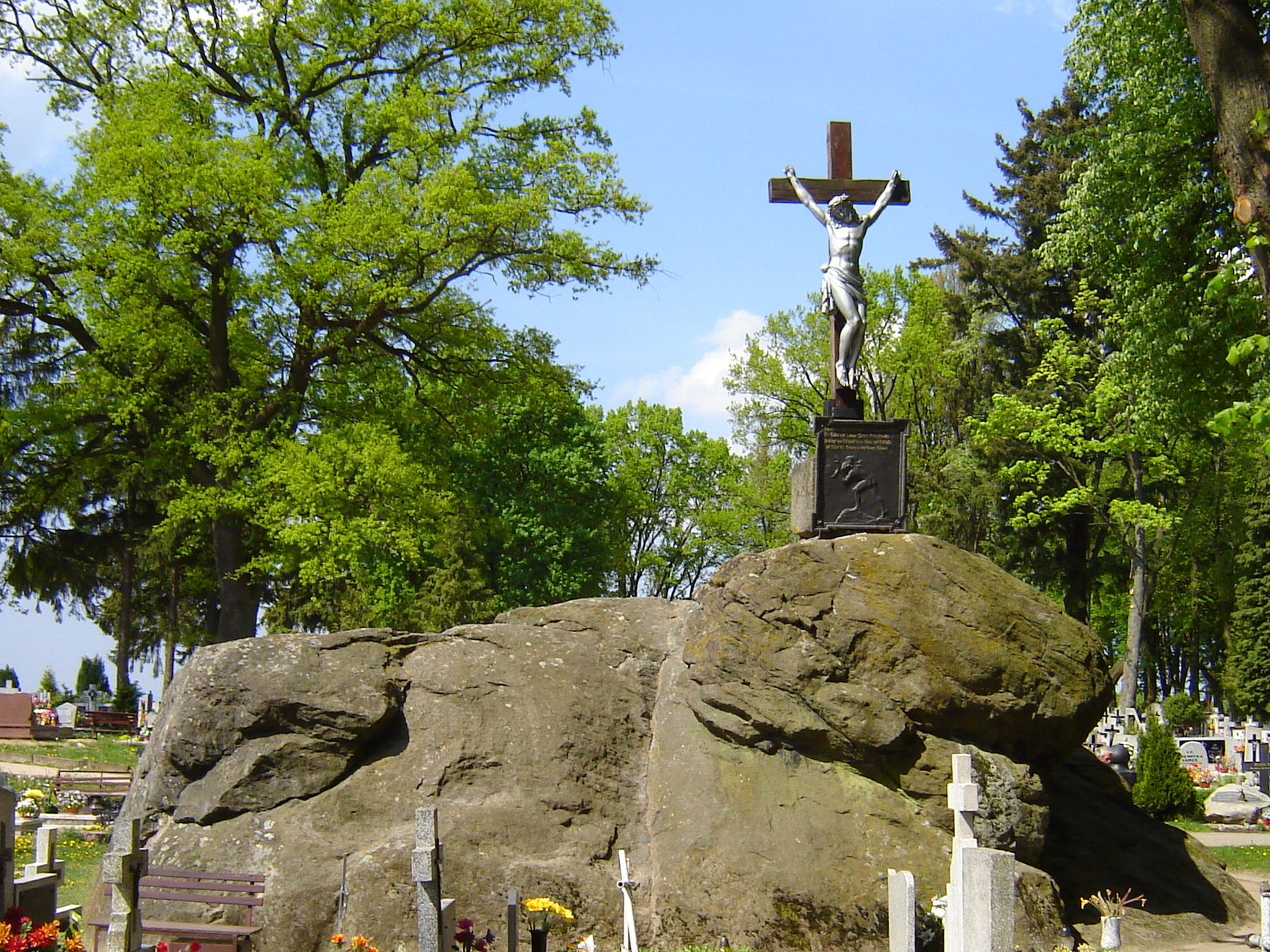
A maior pedra irregular da Polônia - Trygław

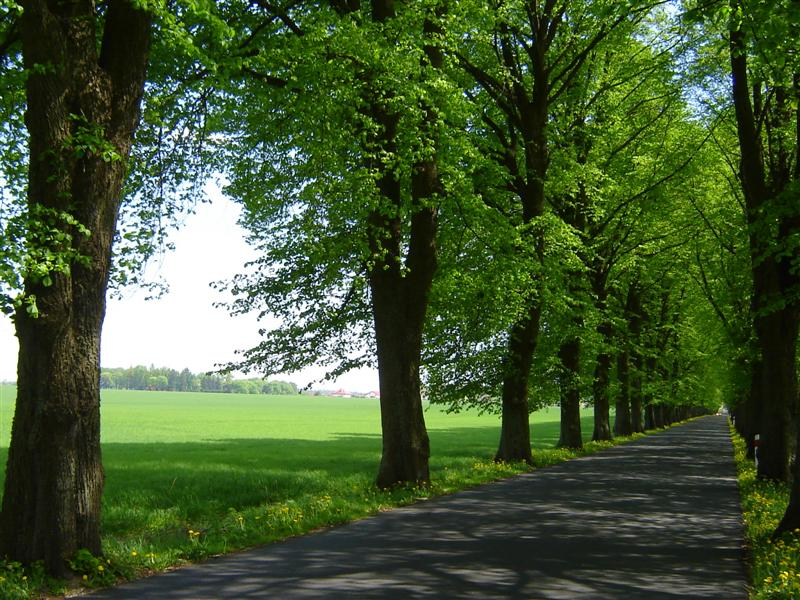
Estrada de tílias

- No cemitério de Tychowo, há um monumento natural, o maior da Polônia e o segundo maior da Europa, a pedra de Trygław, com as dimensões: diâmetro - 44 m, altura acima do solo - 3,8 m; comprimento 13,7 m, largura 9,3 m, volume de cerca de 700 metros cúbicos, peso - 2 000 toneladas. Em 1 de novembro, a pedra é usada como altar de campo durante a missa no cemitério.

- Uma estrada de 1,5 km de comprimento cercada por tílias leva à  vila de Trzebiszyn.

## Cultura e esporte
Em Tychowo existe um jardim de infância, escola primária, Colégio João Paulo II e Complexo Escolar Jan Radomski, Biblioteca Pública Lucjan Szenwald, pavilhão desportivo, campo desportivo, campo multifuncional com superfície artificial junto ao Complexo Escolar, campo desportivo "Orlik", Centro Cultural Municipal com um auditório para 300 lugares. O Complexo Esportivo Popular da cidade é Głaz Tychowo, que pertence à Intercompanhia Municipal LKS, foi criado em 1946 e é o mais antigo do município.

## Transportes
Duas estradas da voivodia se cruzam na cidade:
- Nr. 167 – Koszalin – Tychowo – Ogartowo
- Nr. 169 – Byszyno – Tychowo – Głodowa

A sudoeste da cidade, no lado oeste da estrada da voivodia n.º 167, existe uma estação ferroviária.
Há também uma parada de ônibus em Tychowo.

## Administração
A cidade é a sede de um município urbano-rural. Os habitantes de Tychowo elegem 5 dos 15 conselheiros para a Câmara Municipal de Tychowo. Os 10 conselheiros restantes são eleitos pelos habitantes da zona rural do município de Tychowo. O chefe do executivo desde 2010 é o prefeito. A sede das autoridades é o gabinete municipal na rua Bobolicka.

## Comunidades religiosas
- Igreja Católica:
  - Paróquia de Nossa Senhora Auxiliadora
- Testemunhas de Jeová:
  - Igreja de Tychowo